# 玉蘂
『玉蘂』（ぎょくずい）は、鎌倉時代中期の摂関であった九条道家の日記。今日ではごく一部しか残されていない。

## 概要
現在残されているのは、承元3年（1209年）から建暦2年（1212年）、承久2年（1220年）から同3年（1221年）、安貞2年（1228年）から寛喜元年（1229年）、嘉禎元年（1235年）から暦仁元年（1238年）の部分で、1年分残されている年はない。しかも原本は存在せず、古写本も「別記」と称された部分が宮内庁書陵部（九条家旧蔵）に所蔵されているだけで、それ以外は全て江戸時代以降の写本である。
現存する写本の分布と日記という性質上、承元3年（1209年）から暦仁元年（1238年）までの30年分の完全に揃った原本があったと推定され、更にその前後の期間についても書かれていた可能性を考慮すると、実際の原本の分量は、現存する写本の数倍の分量になっていたとみられる。
記述は詳細であるが、儀式次第の描写が大部分を占め、歴史的事件についても客観的な記述に留まっている。しかし、その限られた記述の中でも鎌倉幕府が編纂したとされる『吾妻鏡』と異なる事実を伝える記述も存在しており、これらの原本が全て現存していた場合にはこの時期の歴史研究に大きな役割を果たした可能性が高く、その散逸が惜しまれる。